# Илья-ди-Итамарака
Илья-ди-Итамарака (порт. Ilha de Itamaracá) — муниципалитет в Бразилии, входит в штат Пернамбуку. Составная часть мезорегиона Агломерация Ресифи. Входит в экономико-статистический микрорегион Итамарака. Население составляет 18 522 человека на 2005 год. Занимает площадь 65,4 км². Плотность населения — 283,2 чел./км².

## История
Город основан в 1958 году.

## Статистика
- Валовой внутренний продукт на 2003 год составляет 60 619,57 млн реалов (данные: Бразильский институт географии и статистики).
- Индекс развития человеческого потенциала на 2000 год составляет 0,743 (данные: Программа развития ООН).

## География
В соответствии с классификацией Кёппена, климат относится к категории As.

## Культура
Остров считается родиной музыкального стиля и танца сиранда[кем?].